# Potereaikî, Reșetîlivka
Potereaikî (în ucraineană Потеряйки) este un sat în comuna Nova Mîhailivka din raionul Reșetîlivka, regiunea Poltava, Ucraina.

## Demografie
Componența lingvistică a localității Potereaikî
     Ucraineană (91,33%)
     Română (6,36%)
     Rusă (1,73%)
     Alte limbi (0,58%)
Conform recensământului din 2001, majoritatea populației localității Potereaikî era vorbitoare de ucraineană (91,33%), existând în minoritate și vorbitori de română (6,36%) și rusă (1,73%).